# Gimmick (musique)
 (octobre 2024).
Si vous disposez d'ouvrages ou d'articles de référence ou si vous connaissez des sites web de qualité traitant du thème abordé ici, merci de compléter l'article en donnant les références utiles à sa vérifiabilité et en les liant à la section « Notes et références ».
Pour les articles homonymes, voir Gimmick.
Un gimmick est une cellule de quelques notes de musique capable de capter l'oreille de l'auditeur. Le terme vient du jazz.
Il est souvent très court, comme une petite phrase dont le son particulier, le dessin mélodique ou la formule rythmique imprègnera facilement la mémoire, donc la reconnaissance et l'identification.
Le gimmick est également important dans le rap.

## Exemples
- exemple1 James Brown : I can't stand myself (KB7192) : le gimmick (5 notes) intervient de manière répétitive et "ostinato", en tant qu'élément structurel du groove.

- exemple2 Garbage : Androgyny (XG093F) : le couplet fait entendre d'emblée le gimmick d'accroche (5 notes) du morceau.